# Glenea flavosignata
Glenea flavosignata là một loài bọ cánh cứng trong họ Cerambycidae.